# Halászi
Halászi is een plaats (község) en gemeente in het Hongaarse comitaat Győr-Moson-Sopron. Halászi telt 2841 inwoners (2001).